# Commissione militare centrale (Cina)
Per Commissione militare centrale (中央军事委员会S, Zhōngyāng Jūnshì WěiyuánhuìP, lett. "Commissione centrale per gli affari militari") si intendono due istituzioni omonime e parallele del governo cinese, presenti tanto nel Partito Comunista Cinese quanto, dal 1982, nella Repubblica Popolare Cinese. La CMC del Partito è eletta dal Comitato centrale, la CMC della Repubblica dall'Assemblea nazionale del popolo. Di fatto la composizione è praticamente identica, a partire dal presidente (dal 15 novembre 2012 Xi Jinping). Le due istituzioni si occupano collegialmente di prendere decisioni in campo militare, di dirigere le Forze armate e di gestire la politica interna dell'esercito.

## Storia

### La CMC del partito
La CMC affonda le sue radici nell'ottobre del 1925, quando venne creata per sovrintendere alle forze armate del Partito Comunista Cinese, chiamata allora Commissione militare rivoluzionaria del Comitato centrale. Nel 1935, Mao Tse-tung ne divenne presidente a seguito della Conferenza di Zunyi. Successivamente, presumibilmente dopo la presa del potere nel 1949, assunse il nome di Commissione militare del Comitato centrale, che detiene tuttora. Con Mao le cariche di presidente del partito e presidente della CMC erano praticamente omologhe, come lo fu con il suo successore Hua Guofeng. Dal 1965 circa al 1971, Lin Biao ebbe il comando effettivo della Commissione militare su disposizione di Mao. Allora, la Commissione militare del partito dirigeva l'Esercito Popolare di Liberazione congiuntamente alla controparte statale, il ministero della difesa nazionale. Nel 1975, comunque, il comando di tutte le forze armate fu concesso costituzionalmente al presidente del Partito.
Nel 1981, con l'esautorazione di Hua a favore di Deng Xiaoping, quest'ultimo assunse semplicemente la carica di presidente della CMC, dalla quale però ebbe un grande potere che gli permise di controllare di fatto tutto il Partito ed il Paese. La creazione della CMC di Stato nel 1982 non scalfì il potere della CMC del Partito, che restò quella maggiormente influente e determinante nelle politiche militari (e non solo), tanto più che lo stesso Deng detenne la presidenza di entrambe le commissioni. Dopo i tragici fatti di Tienanmen del 1989, Deng fu costretto a dimettersi a favore di Jiang Zemin.
Da Jiang, il presidente della CMC è anche (de facto, ma non de jure) il Segretario generale del Partito Comunista Cinese ed il presidente della Repubblica. Nel "passaggio di consegne" a Hu Jintao, la presidenza della CMC fu quella che Jiang detenne per più tempo, dimostrando la sua grande influenza su tutti gli affari statali.
Il 15 novembre 2012 al termine del XVIII congresso del PCC nuovo Presidente della CMC del PCC è stato eletto Xi Jinping.

#### Presidenti
- Mao Zedong (gennaio 1935 - 9 settembre 1976)
- Hua Guofeng (ottobre 1976 - 29 giugno 1981)
- Deng Xiaoping (29 giugno 1981 - 9 novembre 1989)
- Jiang Zemin (9 novembre 1989 - 19 settembre 2004)
- Hu Jintao (19 settembre 2004 - 15 novembre 2012)
- Xi Jinping (15 novembre 2012-in carica)

### La CMC di Stato
Con la vittoria comunista nel 1949, venne a crearsi una prima controparte statale della Commissione militare centrale del Partito accostata al ministero della difesa, il Consiglio militare rivoluzionario popolare del Governo popolare centrale (Zhongyang Zhengfu Geming Junshi Weiyuanhui), presieduto da Mao Tse-tung. Nel 1954, con la prima Costituzione, esso divenne il Consiglio di difesa nazionale (Guofang Weiyuanhui), presieduto dal presidente della Repubblica, che venne abolito nel 1975.
Nel 1982 venne creata la Commissione militare centrale della Repubblica, con gli stessi caratteri e funzioni della CMC del Partito, ma sotto la giurisdizione dell'Assemblea nazionale del popolo e con il nominale controllo dell'Esercito Popolare di Liberazione (alla CMC del Partito restava quello delle organizzazioni del PCC nell'EPL). Da allora però questa Commissione è stata strettamente sotto il controllo della CMC del Partito: non solo la carica di presidente dei due organismi è sempre stata concentrata nella stessa persona, ma la CMC del Partito è solitamente eletta prima della CMC di Stato, il che permette al Comitato centrale di PCC di sceglierne i membri effettivi. La CMC di Stato resta in carica per un periodo pari a quello dell'Assemblea.

#### Presidenti
- Deng Xiaoping (giugno 1983 - marzo 1990)
- Jiang Zemin (marzo 1990 - marzo 2005)
- Hu Jintao (marzo 2005 - marzo 2013)
- Xi Jinping (marzo 2013-in carica)

## Struttura
La Commissione militare centrale è, insieme al Comitato centrale del Partito Comunista Cinese ed al Consiglio di Stato, l'istituzione più importante e potente del Paese. Il fatto che, da Jiang Zemin in poi, il presidente delle due CMC sia solitamente anche il presidente della Repubblica ed il segretario generale del Partito, dà a questi un potere praticamente illimitato permettendogli di controllare ogni aspetto della vita statale.
Le modalità di elezione delle due CMC sono differenti. La CMC del Partito è eletta dal Comitato centrale subito dopo il Congresso nazionale e resta in carica per tutta la durata del CC, dipendendo dal Comitato permanente dell'ufficio politico del Partito Comunista Cinese. La CMC di Stato è eletta dall'Assemblea nazionale del popolo nella sua prima sessione e resta in carica per tutto il mandato di quest'ultima, dipendendo dal Comitato permanente dell'Assemblea. Di fatto, però, l'influenza del Partito è molto maggiore: infatti solitamente il Congresso del PCC si tiene prima dell'elezione della nuova Assemblea, il che permette al Comitato centrale di scegliere la direzione e la composizione della CMC del Partito, che solitamente sono identiche a quelle della CMC di Stato. La differenza fra le due CMC vi è solo nel periodo di intersezione fra il Congresso del Partito e la prima sessione della nuova Assemblea.
Nominalmente, la CMC del Partito si occupa delle organizzazioni comuniste nell'Esercito Popolare di Liberazione (EPL), mentre la CMC di Stato comanda le forze armate ed ha alle sue dirette dipendenze il Dipartimento politico generale, il Dipartimento generale di logistica e il Dipartimento generale degli armamenti; al suo interno, inoltre, è suddivisa in ulteriori dipartimenti e uffici con compiti specifici, fra cui il Dipartimento di Stato Maggiore congiunto dell'Esercito Popolare di Liberazione. Solitamente i membri delle CMC sono militari, ad eccezione del presidente e del vicepresidente esecutivo (membri dell'Ufficio politico del Partito Comunista Cinese).

## Composizione a partire dal 15 novembre 2012 della CMC del PCC
- Presidente: Xi Jinping;
- vicepresidente esecutivo: generale [...];
- vicepresidenti: generale Fan Changlong, generale Xu Qiliang;
- ammiraglio Dong Jun, ministro della difesa;
- generale Liu Zhenli, capo di stato maggiore;
- generale Li Jinai, direttore del Dipartimento politico generale;
- generale Liao Xilong, direttore del Dipartimento generale di Logistica;
- generale Chang Wanquan, direttore del Dipartimento generale degli armamenti;
- ammiraglio Wu Shengli, comandante della Marina dell'EPL;
- generale d'aviazione Xu Qiliang, comandante dell'Aviazione dell'EPL;
- generale Jing Zhyuan, comandante del Secondo Corpo d'Artiglieria.